# Тайжо 2-е
Тайжо 2-е (варианты названия Тайзно, Тайжа) — исчезнувший посёлок в Колпашевском районе Томской области. На момент упразднения входил в состав Инкинского сельсовета. Упразднен в 1972 году.

## География
Посёлок располагался на реки Муготка (приток реки Тайжа), в 44 км (по прямой) к юго-западу от села Инкино.

## История
Посёлок возник в начале 1930-х годов, когда бассейн реки Тайжа стал местом расселения спецпоселенцев из числа кулаков. По данным на 1938 год спецпосёлок Тайжа подчинялся Шудельской поселковой комендатуре. В посёлке проживала 23 семьи спецпоселенцев.
С 1942 по 1954 года входил в состав Шудельского сельсовета.
Решением № 186 Томского облисполкома от 20 июля 1972 г. посёлок Тайжо 2-е исключен из учётных данных.

## Население
| 1939 | 1959 | 1970 |
| ---- | ---- | ---- |
| 88   | ↘4   | ↘0   |

В 1938 году в поселке проживало 112 человек спецпоселенцев, в том числе 23 мужчины, 27 женщин и 62 ребенка до 16 лет.